# David Herbert Lawrence
Dawid Herbert Lawrence, britanski pisatelj, pesnik in filozof, * 11. september 1885, Eastwood, † 2. marec 1930, Vence
Njegova dela predstavljajo razširen razmislek o modernosti in industrializaciji, hkrati pa tudi piše o spolnosti in čustvenemu zdravju.

## Otroštvo
David Herbert Lawrence se je rodil 11. septembra 1885 v rudarskem mestu Eastwood v Angliji. Odraščal je v delavski družini. Mati je delala v tovarni čipk, oče, ki je bil komaj pismen, pa v rudniku. Snov za veliko svojih zgodnjih del je črpal iz zgodnjega otroštva in odraščanja v delavski družini. Osnovna šola, ki jo je obiskoval kot otrok, je danes poimeovana njem v čast. Kasneje je obiskoval srednjo šolo v bližnjem Nottinghamu. Po koncu šolanja je nekaj časa kot mlajši referent delal v tovarni za kirurške pripomočke. Ta kariera pa se je zaradi izbruha pljučnice tudi kmalu končala. Leta 1906 je na fakulteti v Nottinghamu zaključil z izobrazbo, leto kasneje pa je prvič za svoje delo prejel več pozornosti, ko je zmagal na tekmovanju za kratke zgodbe v lokalnem časopisu.

## Odraslost
Lawrence se je leta 1908 preselil v London. Med poučevanjem na šoli Davidson Road je še vedno veliko pisal. Ko je njegov prijatelj urednikom časopisa The English Review poslal nekaj njegovih zgodnjih del, je Lawrence začel dobivati vedno več pozornosti. Kljub temu pa je še eno leto vztrajal pri poučevanju. Leta 1910 mu je za rakom umrla mati, kar ga je tako hudo potrlo, da je tistih nekaj mesecev označil kot “sick year” ali “bolno leto”. Leta 1912 je Lawrence spoznal Frido Weekley, s katero si je želel biti do konca svojega življenja, čeprav je bila poročena. Skupaj sta zbežala v takrat še nemško mesto Metz, k njenim staršem. Tam so ga med drugim obtožili tudi, da je bil angleški tajni agent, potem pa sta odšla v München, od koder sta čez Alpe pešačila v Italijo. Kmalu po Fridini uradni ločitvi, sta se z Lawrenceom zaradi prve svetovne vojne preselila nazaj v Anglijo, kjer sta se kasneje tudi poročila. Zaradi Fridinega nemškega porekla in Lawrenceovega podpiranja militarizma so ju sumili za nemška agenta. Zaradi pritiska angleških oblasti se je za nekaj časa preselil v majhno ruralno vas imenovano Hermitage. Leta 1922 sta se Lawrencea preselila v ZDA, pred tem pa sta bila za kratek čas tudi v Avstraliji. Ker sta želela biti bolj svobodna in oddaljena od sveta, sta se preselila v Taos v zvezno državo New Mexico. Tam je za parcelo veliko 0.6 kvadratnega kilometra Lawrence zamenjal rokopis svojega romana Sinovi in Ljubimci. Zakonca sta v Taosu živela dve leti, preden sta odšla v Francijo.

## Smrt
V zadnjih mesecih svojega življenja je kljub vedno slabšemu zdravju Lawrence še vedno delal. Napisal je še številne pesmi, eseje in ocene, prav tako pa tudi obrambo svojemu zadnjemu romanu. Umrl je 2. Marca 1930, v mestu Vence v Franciji, zaradi zapletov z tuberkulozo. 

## Delo
Kot prvo njegovo resno delo lahko obravnavamo polavtobiografski roman z naslovom "Sinovi in ljubimci", ki je izšel leta 1913. V njem Lawrence govori o svoji mladosti in dvoumnih odnosih s svojimi starši. Po besedah znane revije Newscvik je roman Sinovi in ljubimci zaslužil 71. mesto na lestvici sto najboljših knjig vseh časov. Lawrence je znan je tudi po svojih kasnejših romanih z naslovi Mavrica, Zaljubljene ženske ter Ljubimec lady Chatterley, kjer opisuje možnosti življenja in različnih odnosov v industrijskem okolju. Čeprav ga uvrščamo med realiste, je skozi like v svojih knjigah prikazoval lastna filozofska prepričanja. Poleg dvanajstih romanov je napisal tudi 13 zbirk kratkih zgodb in skoraj 800 pesmi. Svoje prve pesmi je začel pisati leta 1904. V zadnjih letih svojega življenja pa se je umetniško izražal pretežno s slikanjem. Leta 1929 so bile njegove slike razstavljene na razstavi v galeriji v Londonu, odzivi priznanih revij in strokovnjakov pa so bili zelo mešani; od pohval izjemne sposobnosti samoizražanja, do kritik zaradi nespodobnosti slik.
David Herbert Lawrence je skozi svoja dela močno izražal lastno filozofijo. Njegova upodobitev spolnosti ima, čeprav je bila ob izidu njegovega dela v začetku 20. stoletja videti šokantna, svoje korenine v zelo osebnem načinu razmišljanja in bivanja. Omeniti velja, da je Lawrencea zelo zanimal občutek dotika in da izvira njegovo osredotočanje na fizično intimnost iz želje, da bi poudarek na telesu ponovno vzpostavil in ga uravnotežil s tistim, kar je menil, da je pretirano zahodno-civilizacijski poudarek na umu. Po Lawrenceu naj bi potovanje v nezavedno potekalo s čutnimi izkušnjami. Intelektu ne zaupa, ker meni, da um izkrivlja resničnost. Telesni občutki so bolj konkretni in zato bolj resnični. Rast posameznika v zrelo samopodobo je glavna osnova lawrentiastičnega odnosa. Lawrence opisuje mistično vrsto ponovnega rojstva sebe v globljo raven nezavednega. Pravi, da je treba raziskati impulze in želje nezavednega, da bi v sebi našli globlje in bolj izpolnjeno. Po njegovi filozofiji človek odkrije ločen, temeljni jaz na nezavedni ravni s čutnimi izkušnjami. Abstraktni intelektualizem in industrializem sta odgovorna za to, da človeka odtujita od samega sebe; njegov neuspeh pri odkrivanju in spoznanju globljega jaza ustvarja destruktivnost, ki se kaže v njegovi prevladi nad drugimi živimi bitji.
Mnogi kritiki, med njimi tudi Terry Eagleton, so mnenja, da je Lawrence politično gledano pripadnik desnega krila. Tja ga uvrščajo zaradi njegovega mlačnega odnosa do demokracije; po njegovem namreč le-ta teži k izravnavi družbe in podrejanju posameznika občutljivosti »povprečnega« človeka. Okoli leta 1915 je Lawrence v svojih pismih Bertrandu Russelu izrazil sovražnost do naraščajočega delavskega gibanja, francosko revolucijo pa je, zaradi svojega gesla: »svoboda, bratstvo, enakost« poimenoval »trizoba kača«. Lawrence je verjel, da bi bil absolutni diktator, ki bi vladal nižjim ljudstvom, boljša alternativa demokraciji. Leta 1953 je Russel označil Lawrenca kot »pranemškega fašista« rekoč, da sam trdno verjame v demokracijo, v nasprotju z njim pa je Lawrence razvil celotno filozofijo fašizma, še preden so nanjo pomislili politiki. V svojem delu »Movements in European History« je Lawrence leta 1921 sicer označil fašizem in sovjetski socializem za ustrahovanje in zgolj čaščenje sile, vseeno pa je tudi priznal da verjame v dobro obliko socializma in celo zapisal, če bi bil izvršen pravilno, bi bil socializem po njegovem mnenju najboljša oblika ureditve. V eseju Demokracija si je prizadeval za demokracijo, v kateri bi lahko vsak človek bil spontano to kar je, brez vsakršnega vprašanja o enakopravnosti in nihče ne bi smel določati bitja kogarkoli drugega.
David H. Lawrence je imel tud dokaj kontroverzen pogled na feminizem. V svojih zgodnejših romanih je žensko namreč opisoval kot močne, neodvisne in kompleksne, v mnogih delih so imele samostojne in odločne ženske tudi pomembno vlogo; v mladosti pa se je tudi sam zavzemal za žensko volilno pravico. Kljub temu pa veliko feministk kritizira ali se celo posmehuje njegovi seksistični politiki, saj menijo da v svoji zgodbi Ženska je odjezdila (1928) promovira moško superiornost. Kljub svoji nestalnosti in nedoumljivosti je Lawrence uspel najti občinstvo, na kar nakazuje veliko število objavljenih del; tudi njegova Kritika Sigmunda Freuda je bila vplivna na področju zavestnega in nezavestnega.

## Romani
- Beli pav (1911)
- Sinovi in ljubimci (1913)
- Mavrica (1915)
- Izgubljenka (1920)
- Aronova palica (1922)
- Ljubimec lady Chatterley (1928)

## Drame
- Snaha (1913)

## Kratka prozna dela
- Žena je odjezdila (1928)
- Devica in cigan (1930)

## Romani
- The Trespasser (1912)
- Women in Love (1920)
- Kangaroo (1923)
- The Boy in the Bush (1924)
- The Plumed Serpent (1926)
- The Escaped Cock (1929)

### Drame
- The Widowing of Mrs. Holroyd (1914)
- Touch and Go (1920)
- David (1926)
- The Fight for Barbara (1933)
- A Collier's Friday Night (1934)
- The Married Man (1940)
- The Merry-Go-Round (1941)

### Kratka prozna dela
- The Prussian Officer and Other Stories (1914)
- England, My England and Other Stories (1922)
- The Horse Dealer's Daughter (1922)
- The Fox, The Captain's Doll, The Ladybird (1923)
- St Mawr and other stories (1925)
- The Rocking-Horse Winner (1926)
- Mother and Daughter (1929)
- Love Among the Haystacks and other stories (1930)
- The Lovely Lady and other tales (1932)
- The Tales of D.H. Lawrence (1934)

### Poezija
- Love Poems and others (1913)
- Amores (1916)
- Look! We have come through! (1917)
- New Poems (1918)
- Bay: a book of poems (1919)
- Tortoises (1921)
- Birds, Beasts and Flowers (1923)
- The Collected Poems of D H Lawrence (1928)
- Pansies (1929)
- Nettles (1930)
- The Triumph of the Machine (1930)
- Last Poems (1932)
- Fire and other poems (1940)
- The Complete Poems of D.H. Lawrence (1964)
- The White Horse (1964)